# Swift Current
Swift Current – miasto w Kanadzie w południowo-zachodniej części prowincji Saskatchewan. Zostało założone w 1882 roku. Jest szóstym pod względem liczby mieszkańców miastem w prowincji.
Liczba mieszkańców Swift Current wynosi 14 946. Język angielski jest językiem ojczystym dla 88,1%, francuski dla 1,6% mieszkańców (2006).

## Sport
- Swift Current Broncos – klub hokejowy
- W 2010 roku w mieście odbyły się Mistrzostwa Świata Kobiet w Curlingu. W 2016 odbędą się kolejne[2]
- W mieście urodził się tutaj mistrz olimpijski z Vancouver w hokeju na lodzie - Patrick Marleau.